# Nokia Sports Tracker
Nokia Sports Tracker er et stykke software til Symbian Series 60 telefoner (specielt dem der indeholder GPS faciliteter såsom den populære Nokia N95, eller bluetooth-telefoner med mulighed for brugen af en bluetooth-kompatibel GPS-modtager) der sætter brugeren i stand til at holde styr på deres ruter, hastighed og tider i sportsaktiviteter som f.eks. løb, jogging or cykling.

## Funktioner
- Holder styr på distance, hastighed, tid og rute
- Upload ruter til et tilhørende website, så de kan deles med andre brugere
- Automatically associates photos and videos taken during a trip with its route details
- Skridttæller på telefoner med en accelerometer-sensor.
- Facebook integration[2]
- Energiforbrug[3]
- Overvågning af hjertefrekvens. Polar for Nokia overvåger hjertefrekvensen[4].